# Girls & Boys (Prince)
Girls & Boys is een nummer uit 1986 van de Amerikaanse muzikant Prince en zijn begeleidingsband The Revolution. Het is de derde single van zijn achtste studioalbum Parade.
"Girls & Boys" bevat achtergrondvocalen van Wendy & Lisa. Het nummer verscheen enkel als single in Europa en werd een klein hitje in het Verenigd Koninkrijk, Frankrijk, Duitsland en het Nederlandse taalgebied. In de Nederlandse Top 40 bereikte het nummer een bescheiden 29e positie, en in de Vlaamse Radio 2 Top 30 kwam het tot de 10e positie.